# Гароуэ

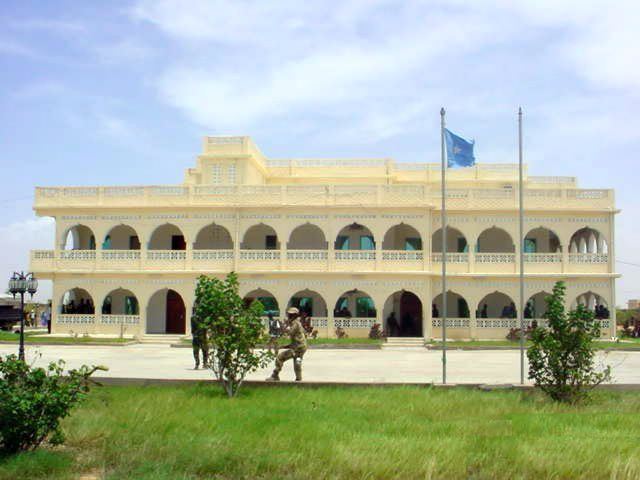
Президентский дворец в Гароуэ

Гаро́уэ (сомал. Garoowe, араб. غاروي‎) — административный центр провинции Нугаль, Сомали. Также столица самопровозглашённого государства Пунтленд, находящегося на территории Сомали. Является третьим по величине городом самопровозглашённого государства после Босасо и Галькайо. Население Гароуэ составляет примерно 60 000 человек.
В городе расположены президентский дворец, здания парламента и правительственных министерств.
Наиболее значимым кланом в городе является Иссе Махамуд, входящий в состав клана Маджертен.

## Географическое расположение
Географически Гароуэ расположен в центре Пунтленда. Находится вблизи главной трассы Сомали, что позволило городу обогатиться. В результате, из обычного сельского городка Гароуэ превратился в столицу непризнанного государства.

Локация Гароуэ на карте Пунтленда

## Климат
| Показатель                         | Янв. | Фев. | Март | Апр. | Май  | Июнь | Июль | Авг. | Сен. | Окт. | Нояб. | Дек. | Год   |
| ---------------------------------- | ---- | ---- | ---- | ---- | ---- | ---- | ---- | ---- | ---- | ---- | ----- | ---- | ----- |
| Средний максимум, °C               | 29,7 | 30,7 | 32,4 | 33,9 | 34,2 | 32,9 | 32,1 | 32,6 | 33,9 | 33,1 | 32,0  | 30,5 | 32,4  |
| Средняя температура, °C            | 22,5 | 23,6 | 24,8 | 27,0 | 27,8 | 27,3 | 26,9 | 27,1 | 27,7 | 26,4 | 24,7  | 23,4 | 25,8  |
| Средний минимум, °C                | 15,3 | 16,4 | 17,3 | 20,1 | 21,4 | 21,7 | 21,7 | 21,5 | 21,5 | 19,8 | 17,3  | 16,4 | 19,2  |
| Норма осадков, мм                  | 0,2  | 0,7  | 4,4  | 24,7 | 37,4 | 4,8  | 0,2  | 1,5  | 5,5  | 32,0 | 9,1   | 0,7  | 121,2 |
| Источник: WatherBase, Climate-Data |      |      |      |      |      |      |      |      |      |      |       |      |       |